# Alniphyllum
Alniphyllum Matsum.  é um género botânico pertencente à família Styracaceae.
As espécies são nativas da China, Índia e Vietnã.

## Espécies
Apresenta oito espécies:
- Alniphyllum buddleifolium
- Alniphyllum eberhardtii
- Alniphyllum fauriei
- Alniphyllum fortunei
- Alniphyllum hainanense
- Alniphyllum macranthum
- Alniphyllum megaphyllum
- Alniphyllum plerospermum